# Michael Glos

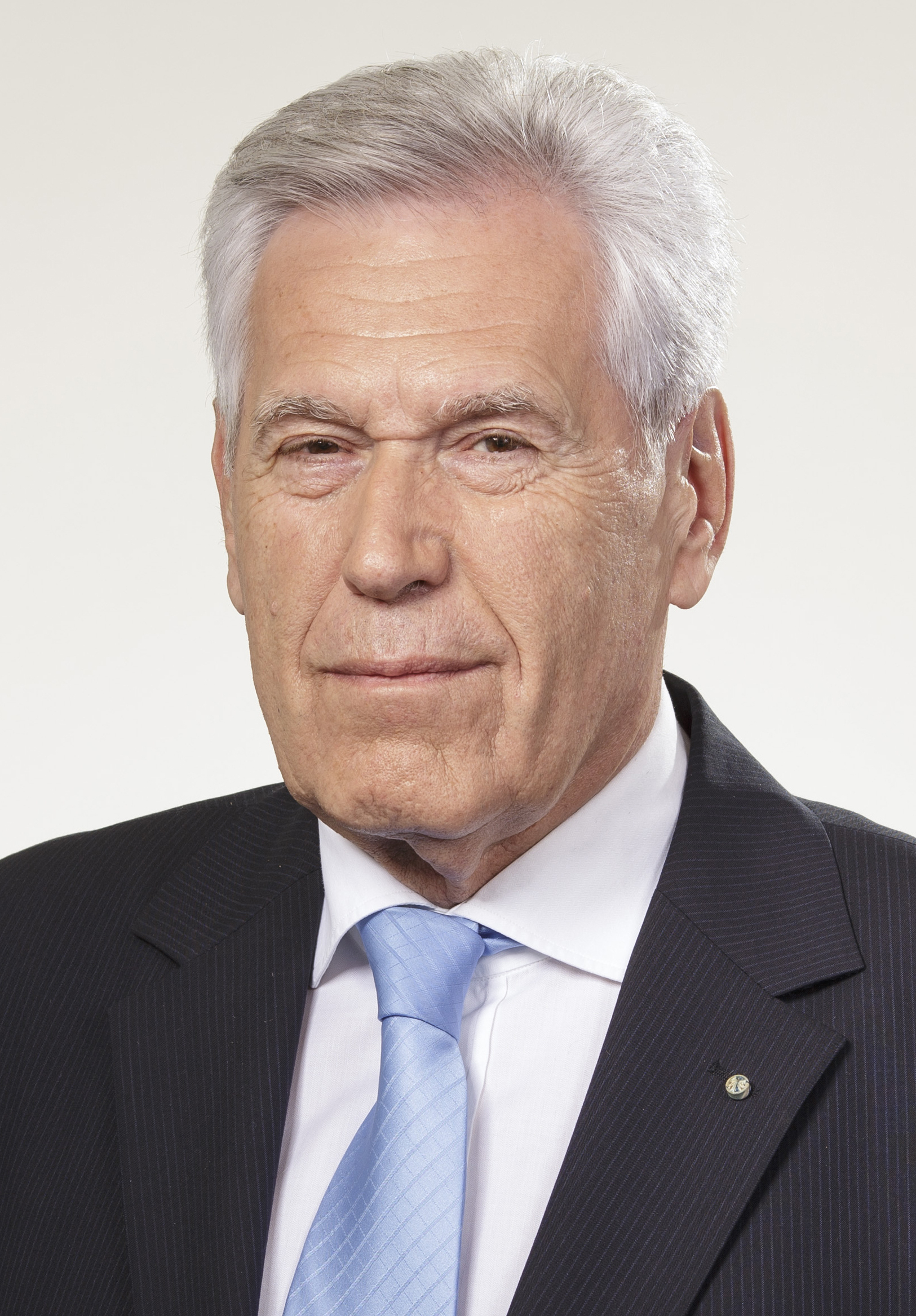
Michael Glos (2012)

Michael Glos (Brünnau, 14 de dezembro de 1944) é um político alemão, afiliado à CSU.
É o atual ministro da Economia e Tecnologia da Alemanha.